# Синин (Брянская область)
Синин — село в Погарском районе Брянской области России. Входит в состав Гринёвского сельского поселения.

## История
История Синина уходит корнями в древнерусскую эпоху. Здесь находился город-крепость Синин Мост, упомянутый в летописи под 1155 годом, когда в нём встречался ростово-суздальский князь Юрий Долгорукий с новгород-северским князем Святославом Ольговичем и туровским князем Святославом Всеволодовичем. Детинец Синина Моста расположен на двух меловых мысах левого берега, извивающейся внизу реки Вабля. Это место известно как Сининское городище. Овальная (76 х 62 м.) в плане площадка поселения возвышается на 12 метров над окружающей местностью. С напольной стороны сохранились два ряда валов (высота 2 — 2,5 метров) и рвов. Культурный слой (0,6 метров) содержит отложения юхновской культуры раннего железного века (VI—I вв. до н. э.) и древнерусского времени (XII—XIII вв.). Памятник обследован Ф. М. Заверняевым, О. Н. Мельниковской, А. А. Узяновым.

## География
Село находится в южной части Брянской области, в зоне хвойно-широколиственных лесов, на левом берегу реки Вабли, на расстоянии примерно 11 километров (по прямой) к западу от посёлка городского типа Погар, административного центра района. Абсолютная высота — 167 метров над уровнем моря.

### Климат
Климат характеризуется как умеренно континентальный, с тёплым летом и умеренно холодной зимой. Средняя температура воздуха самого тёплого месяца (июля) — 18,2 °C (абсолютный максимум — 36 °C); самого холодного (января) — −8,2 °C (абсолютный минимум — −37 °C). Среднегодовое количество атмосферных осадков составляет 549—641 мм, из которых большая часть выпадает в тёплый период. Снежный покров держится в течение 115—125 дней. В тёплый период (апрель-сентябрь) преобладают ветры северо-западных, северо-восточных и западных направлений, а в холодный период (октябрь-март) — юго-западных, южных и западных.

### Часовой пояс
Село Синин, как и вся Брянская область, находится в часовой зоне МСК (московское время). Смещение применяемого времени относительно UTC составляет +3:00.

## Население
| 2010 | 2013 |
| ---- | ---- |
| 53   | ↘50  |

### Национальный состав
Согласно результатам переписи 2002 года, в национальной структуре населения русские составляли 99 % из 110 чел.